# Chordariaceae
Die Chordariaceae sind eine artenreiche Familie von Braunalgen aus der Ordnung der Ectocarpales. Die Vertreter der Familie kommen festgewachsen (benthisch) auf Steinen oder anderen Algen an den Meeresküsten vor.

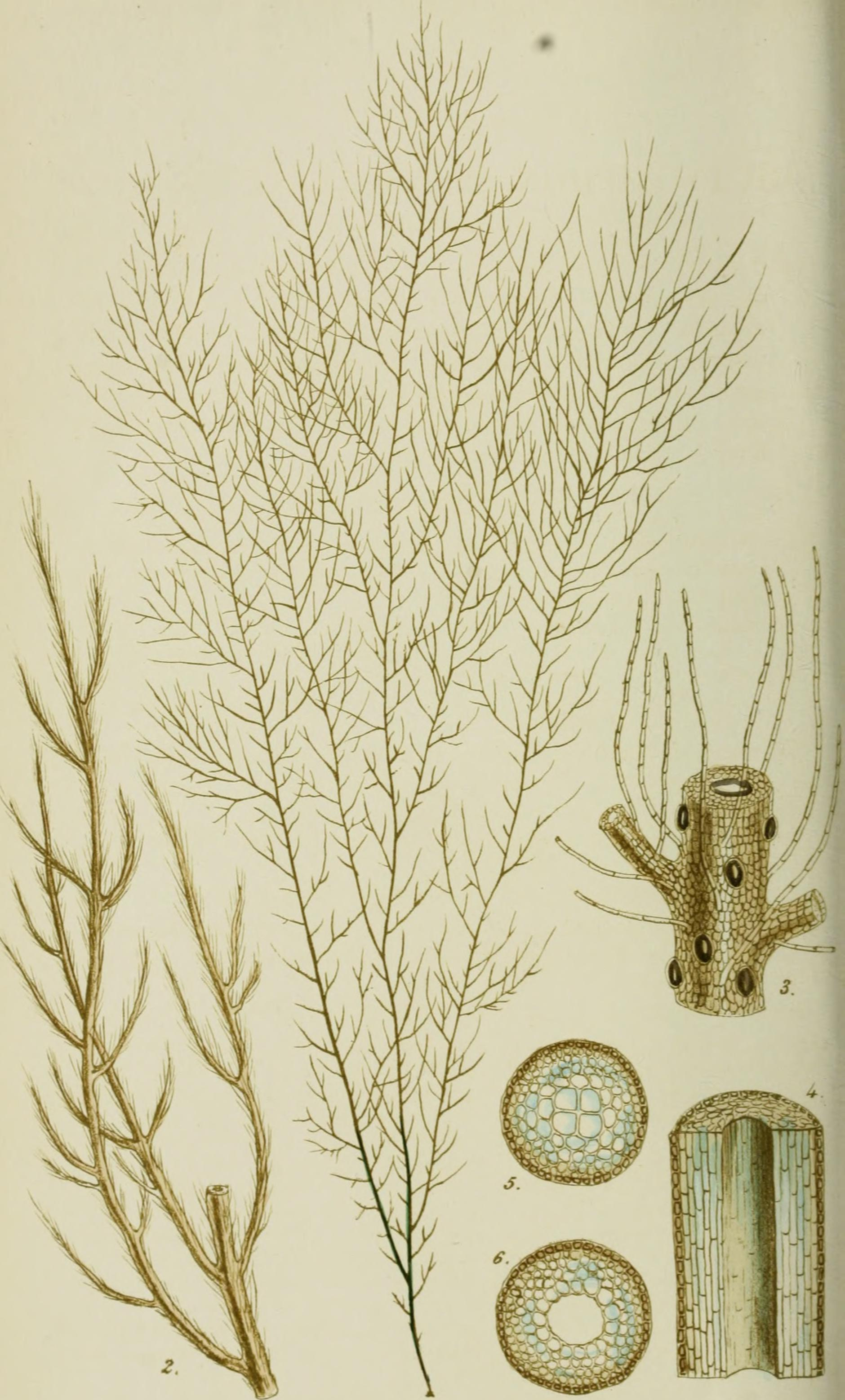
Dictyosiphon foeniculaceus

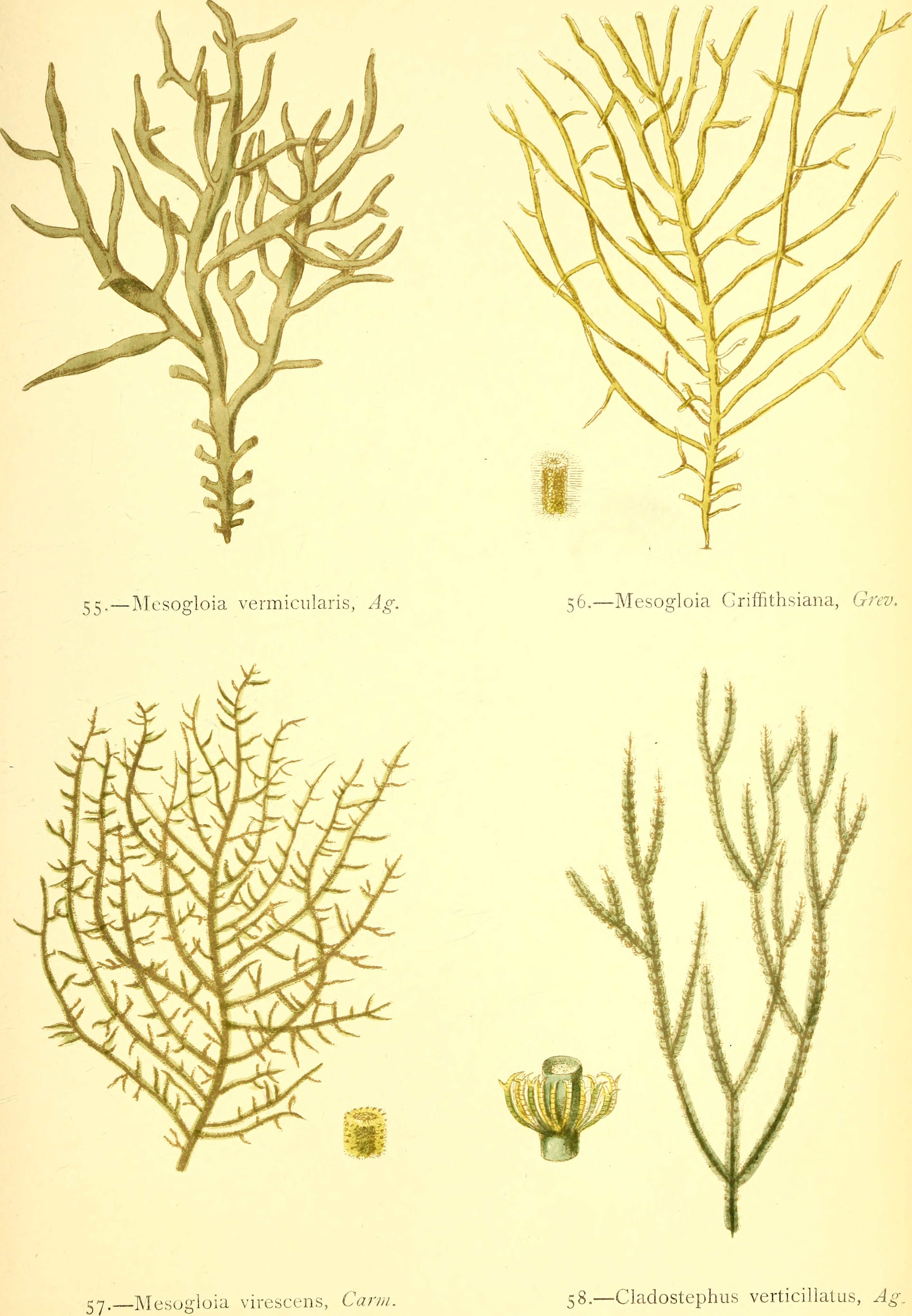
55. Mesogloia vermiculata
56. Sauvageaugloia divaricata
57. Eudesme virescens
58. Cladostephus spongiosus

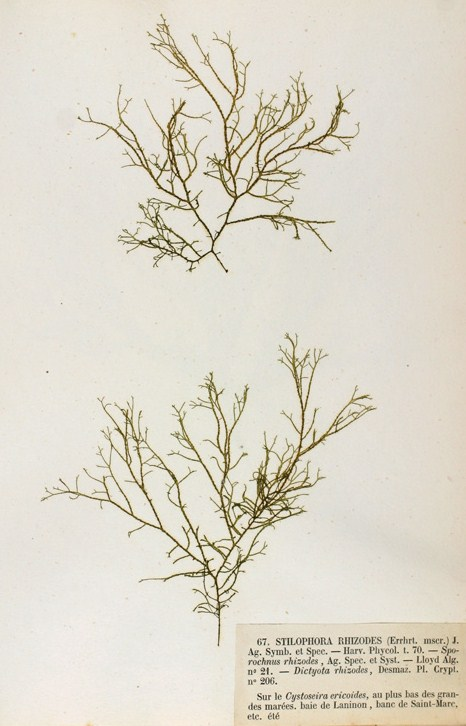
Stilophora tenella

## Beschreibung
Der Sporophyt bildet einen olivgrünen bis braunen, fadenartigen oder stielrunden Thallus, der einfach oder unregelmäßig büschelig verzweigt sein kann. Er ist am Untergrund mit einem krustenähnlichen Haftorgan aus kompakten Fäden befestigt. Die aufrechten Äste bestehen aus einem ein- bis mehrsträngigen zentralen Mark (Medulla) aus langgestreckten Zellen, das von einer Rinde aus radial abstehenden, einfachen oder verzweigten, kleineren Zellen umgeben ist. Diese Rindenzellen enthalten mehrere Plastiden mit einem Pyrenoid, hier findet die Photosynthese statt. Einige Vertreter der Familie weisen zusätzlich eine Zwischenschicht aus unpigmentierten Zellen auf. Die Gametophyten sind ebenfalls fadenartig, aber oft kleiner, teilweise mikroskopisch.

## Systematik
Die Familie Chordariaceae wurde 1830 von Robert Kaye Greville (in Algae Britannicae, S. 44) aufgestellt. Die Familie umfasst nach Algaebase (August 2019) etwa 500 Arten in mehr als 100 Gattungen:
- Acrocytis Rosenvinge, 1933
- Acrospongium Schiffner, 1916
- Acrothrix Kylin, 1907
- Acrotrichium Womersley & Skinner, 1987
- Actinema Reinsch, 1874–1875
- Adriogloia Ercegovic, 1955
- Ascocyclus Magnus, 1874
- Ascoseirophila A.F.Peters, 2003
- Asperococcus J.V.Lamouroux, 1813
- Australofilum A.F.Peters, 2003
- Botrytella Bory de Saint-Vincent, 1822
- Buffhamia Batters, 1895
- Chilionema Sauvageau, 1898
- Chordaria C.Agardh, 1817
- Chukchia R.T.Wilce, P.M.Pedersen & Sekida, 2009
- Cladochroa Skottsberg, 1921
- Cladosiphon Kützing, 1843
- Cladothele J.D.Hooker & Harvey, 1845
- Clathrodiscus Hamel, 1935
- Climacosorus Sauvageau, 1933
- Coelocladia Rosenvinge, 1893
- Coilodesme Strømfelt, 1886
- Corycus Kjellman, 1889
- Corynophlaea Kützing, 1843
- Cylindrocarpus P.L.Crouan & H.M.Crouan, 1851
- Dalmatogloia Ercegovic, 1955
- Delamarea Hariot, 1889
- Dermatocelis Rosenvinge, 1898
- Desmotrichum Kützing, 1845
- Dictyosiphon Greville, 1830
- Elachista Duby, 1830
- Elachistiella Cassano, Yoneshigue-Valentin & M.J.Wynne, 2004
- Endodictyon Gran, 1897
- Entonema Reinsch, 1875
- Eudesme J.Agardh, 1882
- Flabellonema Skinner & Womersley, 1984
- Fosliea Reinke, 1891
- Giraudia Derbès & Solier, 1851
- Gononema Kuckuck & Skottsberg, 1921
- Halonema Jaasund, 1951
- Halorhipis Saunders, 1898
- Halorhiza Kützing, 1843
- Halothrix Reinke, 1888
- Hamelella Børgesen, 1942
- Hecatonema Sauvageau, 1898 '1897'
- Heterophycus Trevisan, 1848
- Heterosaundersella Tokida, 1942
- Hummia J.Fiore, 1975
- Isthmoplea Kjellman, 1877
- Kolderupia S.Lund, 1959
- Kurogiella Kawai, 1993
- Laminariocolax Kylin, 1947
- Laminarionema Kawai & Tokuyama, 1995
- Leathesia S.F.Gray, 1821
- Leblondiella G.Hamel, 1939
- Leptonematella P.C.Silva, 1959
- Levringia Kylin, 1940
- Liebmannia J.Agardh, 1842
- Litosiphon Harvey, 1849
- Melastictis Reinsch, 1890
- Mesogloia C.Agardh, 1817
- Mesogloiopsis Womersley & Bailey, 1987
- Microcoryne Strömfelt, 1888
- Microspongium Reinke, 1888
- Mikrosyphar Kuckuck, 1895
- Monosiphon L.Volkov, 1916
- Myriactula Kuntze, 1898
- Myriocladia J.Agardh, 1841
- Myriogloea P.Kuckuck ex F.Oltmanns, 1922
- Myrionema Greville, 1827
- Myriotrichia Harvey, 1834
- Nemacystus Derbès & Solier, 1850
- Neoleptonema E.-Y.Lee & I.K.Lee, 2002
- Omphalophyllum Rosenvinge, 1893
- Papenfussiella Kylin, 1940
- Phaearthron P.M.Pedersen, 1984
- Phaeophysema A.Tanaka, S.Uwai & H. Kawai, 2010
- Phaeostroma Kuckuck, 1893
- Phaeostromatella P.J.L. Dangeard, 1970
- Pilinia Kützing, 1843
- Pilocladus Kornmann, 1954
- Polycerea J.Agardh, 1882
- Proselachista Y.P.Lee & Garbary, 1999
- Protectocarpus Kornmann, 1955
- Punctaria Greville, 1830
- Rhadinocladia Schuh, 1900
- Saundersella Kylin, 1940
- Sauvageaugloia G.Hamel ex Kylin, 1940
- Soranthera Postels & Ruprecht, 1840
- Spermatochnus Kützing, 1843
- Sphaerotrichia Kylin, 1940
- Stictyosiphon Kützing, 1843
- Stilophora J.Agardh, 1841
- Stilopsis Kuckuck, 1929
- Streblonema Derbès & Solier, 1851
- Streblonemopsis R.Valiante, 1883
- Strepsithalia Bornet ex Sauvageau, 1896
- Striaria Greville, 1828
- Suringariella Womersley & Bailey, 1987
- Tinocladia Kylin, 1940
- Trachynema P.-M.Pedersen, 1985
- Ulonema Foslie, 1893
- Vimineoleathesia A.Tanaka, S.Uwai & H. Kawai, 2010
- Xanthosiphonia J.Agardh, 1894
- Zonarina Ørsted
- Zonarius Ørsted

## Nutzung
In Japan werden mehrere Arten der Chordariaceae als Mozuku Algengemüse verzehrt. An den Küsten kultiviert werden insbesondere die Arten Ito-Mozuku (Nemacystus decipiens), Okinawa-Mozuku (Cladosiphon okamuranus), Ishi-Mozuku (Sphaerotrichia divaricata) und Futo-Mozuku (Tinocladia crassa).